# Базофилы
Базофи́лы — разновидность лейкоцитов, которые участвуют в развитии аллергических реакций. Базофилы мигрируют в аллергический очаг из кровотока вместе с эозинофилами и нейтрофилами. Своё название базофилы получили из-за наличия в цитоплазме базофильных гранул. Доля базофилов от числа лейкоцитов в крови составляет 0,5 %. Морфологически базофилы близки не только к другим гранулоцитам, но и к тучным клеткам, с которыми они тесно связаны функционально.
Базофилы были описаны в 1879 году немецким врачом Паулем Эрлихом, который за год до этого описал тучные клетки в тканях.

## Общая характеристика
Базофилы появляются и созревают в костном мозге. В норме базофилы находятся в крови, где их доля составляет 0,5 % от числа всех лейкоцитов. Базофилы по строению близки к гранулоцитам и тучным клеткам, однако от гранулоцитов их отличает наличие базофильных гранул, а от тучных клеток — сегментированное ядро, меньшие размеры и округлая форма клетки. На поверхности базофилов представлено большое число рецепторов разнообразных хемотаксических факторов: бактериального формилметионильного пептида, анафилатоксинов С3a и С5а, хемокинов (СXCR1, СXCR4, CCR1, CCR2, CCR3). Подобно тучным клеткам, базофилы имеют два типа рецепторов к иммуноглобулинам E: высокоаффинные (FcεRI) и низкоаффинные (FcεRII, или CD23), а также гистаминовые рецепторы H2. Спектр Toll-подобных рецепторов базофилов уступает таковому у тучных клеток. От других гранулоцитов базофилы отличаются отсутствием молекулярного маркера c-Kit.
Базофильные гранулы, находящиеся в цитоплазме базофилов, содержат гистамин, протеазы химазу и триптазу, некоторые другие ферменты, протеогликаны (преимущественно хондроитинсульфаты) и гликозаминогликаны. В отличие от базофильных гранул тучных клеток, базофильные гранулы базофилов содержат меньше протеаз, кроме того, этих гранул в базофилах в целом меньше. Базофилы секретируют сравнительно немного активных веществ: лейкотриен C3, интерлейкины IL-4 и IL-13 и некоторые другие цитокины. По количеству выделяемого IL-4, который критически необходим для образования IgE и запуска аллергических реакций, базофилы превосходят даже T-клетки, что делает их главным источником IL-4.

## Функции
Основная функция базофилов заключается в поддержании аллергической реакции, запускаемой тучными клетками. Вместе с эозинофилами и нейтрофилами они мигрируют в очаг аллергического воспаления из кровотока. Связывание IgE с рецепторами на базофилах активирует их, и базофилы начинают выделять наружу содержимое гранул. Высвобождение содержимого гранул базофилов обеспечивает поддержание аллергического процесса, инициированного тучными клетками. Тучные клетки также задействованы в поддержании аллергического ответа, но, в отличие от базофилов, они способны восстанавливать гранулы.
Имеются свидетельства в пользу того, что базофилы, наряду с эозинофилами, вовлечены в иммунный ответ на многоклеточных паразитов. Кроме того, базофилы могут регулировать работу T-клеток и силу вторичного иммунного ответа.
Функционирование базофилов подавляет белок CD200. Некоторые вирусы герпеса (вирусы герпеса 6-го, 7-го и 8-го типов) продуцируют белок, гомологичный CD200, поэтому предполагается, что базофилы могут быть вовлечены в иммунный ответ против этих вирусов.

## Клиническое значение
Диагностика базопении (пониженного числа базофилов в крови) затруднена, поскольку в норме базофилов в крови очень мало, однако установлено, что число базофилов снижено при аутоиммунной крапивнице. Базофилия — повышенное (более 200 базофилов на микролитр венозной крови) содержание базофилов в крови; причиной базофилии могут быть злокачественные перерождения клеток крови, аллергические реакции и хроническое воспаление, связанное с такими заболеваниями, как туберкулёз, грипп, оспа, воспалительные заболевания кишечника, некоторые аутоиммунные заболевания, хроническая гемолитическая анемия.